# Средњовековна некропола са остацима цркве
Средњовековна некропола са остацима цркве се налази у Дежеви, под заштитом је Завода за заштиту споменика културе Краљево. С обзиром да представља значајну историјску грађевину, проглашена је непокретним културним добром Републике Србије.

## Историја
Локалитет је смештен поред Дежевске реке, на месту где је 1282. године одржан Дежевски сабор на коме је Стефан Драгутин предао престо Стефану Милутину. Црква је подигнута крајем 13. века, представља једнобродну грађевину са припратом на западу, потковичастом апсидом на истоку и дозиданим анексом на јужној страни. Олтарски простор од наоса је раздвојен са два зидана ступца. Од живописа су очуване доње зоне сликаног сокла, као и мноштво фрагмената у шуту. Грађевина је разорена крајем 14. или почетком 15. века, током првих продора Турака у Србију. У истом периоду око цркве је оформљена некропола. Археолошка истраживања 1981. и 1982. су изведена у организацији Марка Поповића. У централни регистар је уписана 20. марта 1986. под бројем АН 68, а у регистар Завода за заштиту споменика културе Краљево 5. марта 1986. под бројем АН 12.